# Muhammad Sinvár
Muhammad Ibráhím Hasan as-Sinvár (arabsky محمد إبراهيم حسن السنوار‎; 16. září 1975 uprchlický tábor Chán Júnis – 13. května 2025) byl palestinský terorista a podle Izraele velitel Brigád Izz ad-Dína al-Kassáma, ozbrojeného křídla Hamásu. V této funkci nahradil Muhammada Dajfa, který zahynul 13. července 2024 při izraelském náletu. Měl staršího bratra Jahju, který až do svého zabití v říjnu 2024 působil jako předseda politbyra Hamásu.

## Životopis
Narodil se jako Muhammad Ibráhím Hasan as-Sinvár v roce 1975 v uprchlickém táboře v Chán Júnis v Pásmu Gazy. Jeho rodina pochází z Aškelonu, do Pásma Gazy uprchla nebo byla vyhnána během první arabsko-izraelské války v roce 1948. Měl staršího bratra Jahju (1962–2024), který až do svého zabití působil jako předseda politbyra Hamásu. Navštěvoval školy provozované Úřadem OSN pro palestinské uprchlíky na Blízkém východě.
V roce 1991 vstoupil do hnutí Hamás a později také do jeho ozbrojeného křídla, Brigád Izz ad-Dína al-Kassáma, na jehož straně bojoval během první intifády.
Na začátku 90. let byl devět měsíců vězněn v Izraeli. V roce 1997 byl znovu zatčen, tentokrát Palestinskou autonomií, a na začátku druhé intifády v roce 2000 propuštěn.
Po izraelském stažení z Pásma Gazy v roce 2005 bylo oznámeno, že byl jmenován velitelem brigády Chán Júnis.
Dne 12. listopadu 2012, v rámci operace Pilíř obrany, a v roce 2014, během operace Ochranné ostří, izraelské letectvo vybombardovalo Sinvárův dům. Po vypuknutí války Izraele s Hamásem byla na jeho hlavu vypsána odměna 300 000 amerických dolarů.
Izrael se jej pokusil zabít celkem šestkrát. Sinvár podle tvrzení izraelských představitelů zemřel při izraelském útoku na Chán Júnis dne 13. května 2025. Jeho tělo bylo nalezeno v komplexu tunelů pod Evropskou nemocnicí, které Hamás využíval jako velitelské středisko.